# Rochester (Indiana)
Rochester és una població dels Estats Units a l'estat d'Indiana. Segons el cens del 2000 tenia 6.414 habitants.

## Demografia
Segons el cens del 2000, Rochester tenia 6.414 habitants, 2.757 habitatges, i 1.734 famílies. La densitat de població era de 543,1 habitants/km².
Dels 2.757 habitatges en un 26,9% hi vivien nens de menys de 18 anys, en un 49,5% hi vivien parelles casades, en un 9,4% dones solteres, i en un 37,1% no eren unitats familiars. En el 32,2% dels habitatges hi vivien persones soles el 16,4% de les quals corresponia a persones de 65 anys o més que vivien soles. El nombre mitjà de persones vivint en cada habitatge era de 2,3 i el nombre mitjà de persones que vivien en cada família era de 2,9.
Per edats la població es repartia de la següent manera: un 23,6% tenia menys de 18 anys, un 7,8% entre 18 i 24, un 26,5% entre 25 i 44, un 22,3% de 45 a 60 i un 19,8% 65 anys o més.
L'edat mediana era de 40 anys. Per cada 100 dones de 18 o més anys hi havia 87,3 homes.
La renda mediana per habitatge era de 33.424$ i la renda mediana per família de 41.949$. Els homes tenien una renda mediana de 31.446$ mentre que les dones 20.796$. La renda per capita de la població era de 18.866$. Entorn del 7,8% de les famílies i l'11,9% de la població estaven per davall del llindar de pobresa.

## Poblacions més properes
El següent diagrama mostra les poblacions més properes.